# وودلندز (سنگاپور)
وودلندز (به انگلیسی: Woodlands) یک ناحیهٔ شهری در کشور سنگاپور است که در سرشماری سال ۲۰۱۰ میلادی، ۲۴۵٬۱۰۹ نفر جمعیت داشته‌است.

## نگارخانه

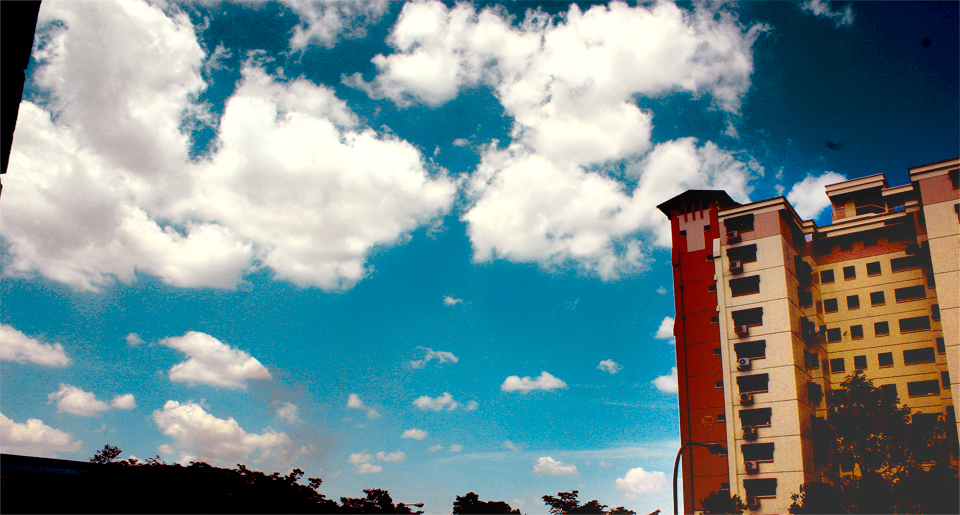
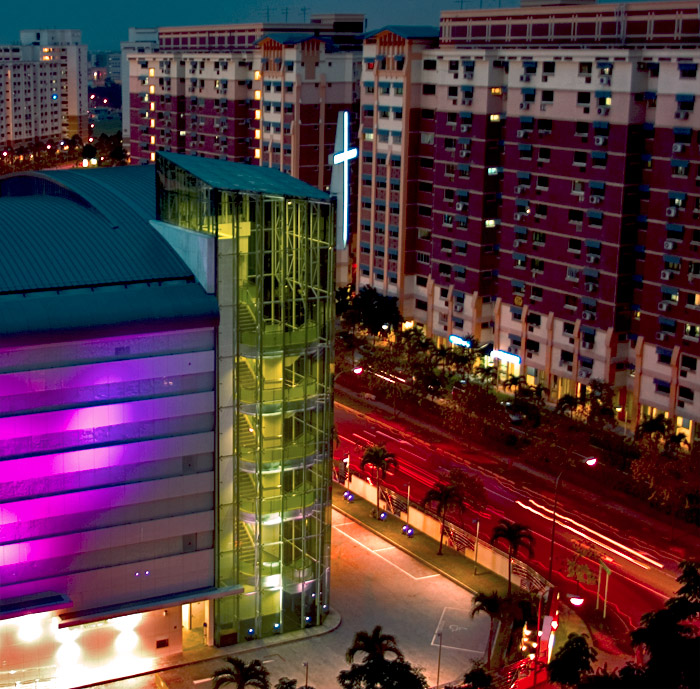
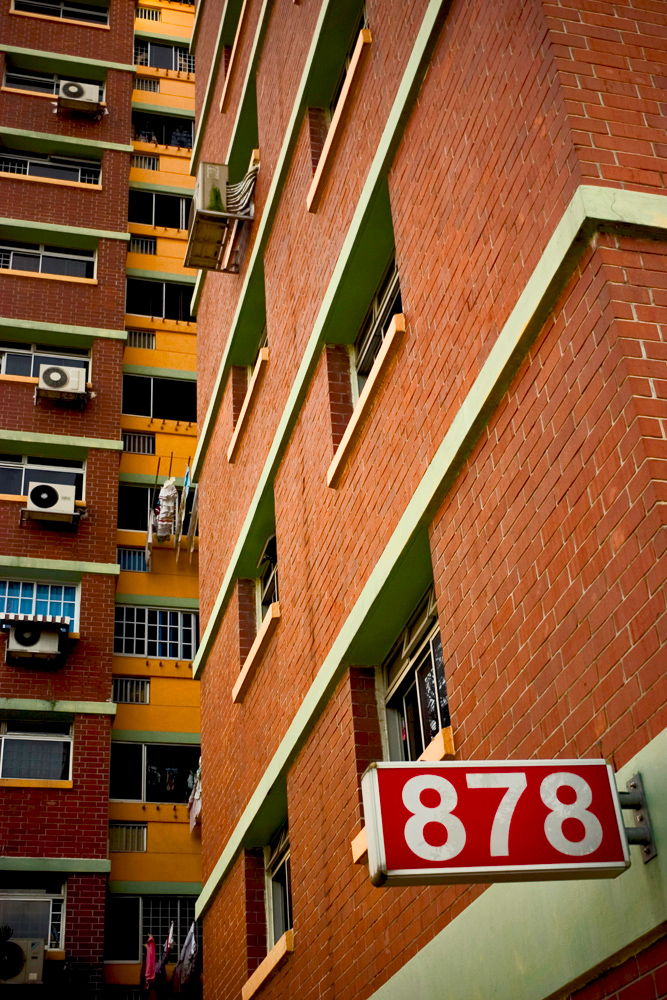
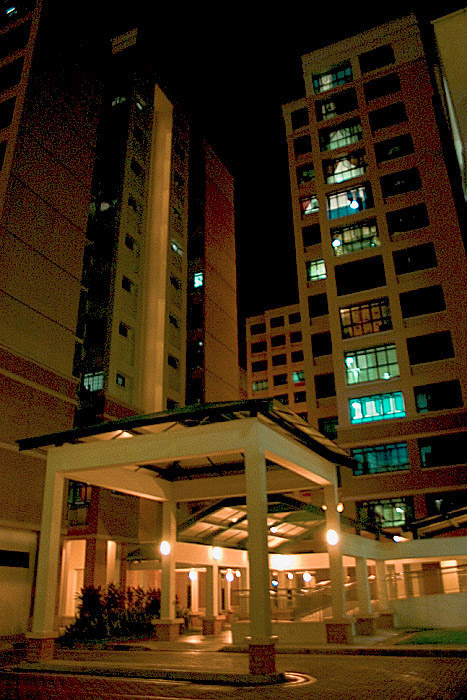
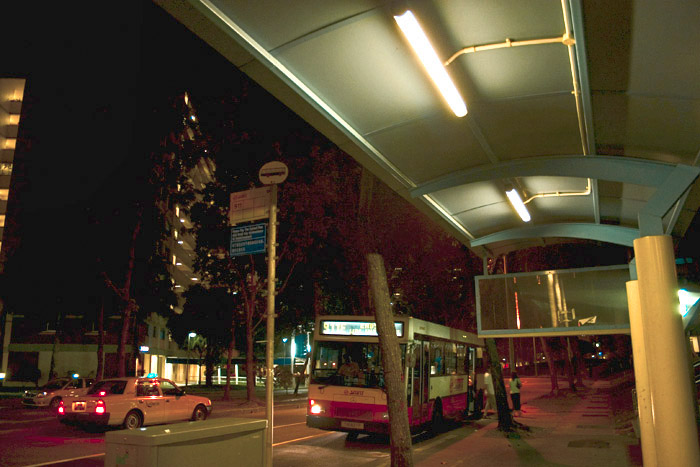
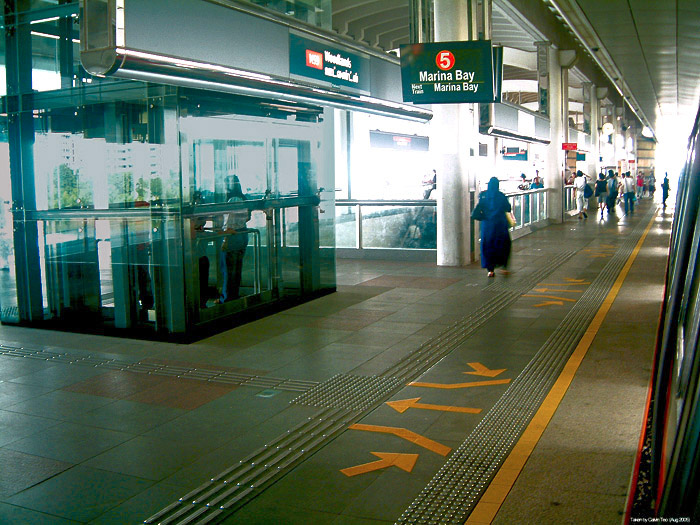